# Lijst van voetbalinterlands Canada - Costa Rica (vrouwen)
Deze lijst van voetbalinterlands is een overzicht van alle officiële voetbalinterlands tussen de nationale vrouwenteams van Canada en Costa Rica. De landen hebben tot nu toe zeventien keer tegen elkaar gespeeld.

## Wedstrijden
| №  | Plaats         | Datum            | Competitie                          | Wedstrijd           | Uitslag |
| -- | -------------- | ---------------- | ----------------------------------- | ------------------- | ------- |
| 1  | Port-au-Prince | 16 april 1991    | Noord-Amerikaans kampioenschap 1991 | Canada − Costa Rica | 6 − 0   |
| 2  | Etobicoke      | 4 september 1998 | Noord-Amerikaans kampioenschap 1998 | Canada − Costa Rica | 2 − 0   |
| 3  | Victoria       | 3 november 2002  | Noord-Amerikaans kampioenschap 2002 | Canada − Costa Rica | 3 − 0   |
| 4  | Heredia        | 1 maart 2004     | Olympische Spelen 2004 kwalificatie | Costa Rica − Canada | 1 − 2   |
| 5  | Heredia        | 5 maart 2004     | Olympische Spelen 2004 kwalificatie | Canada − Costa Rica | 4 − 0   |
| 6  | Ciudad Juárez  | 6 april 2008     | Olympische Spelen 2008 kwalificatie | Canada − Costa Rica | 1 − 0   |
| 7  | Cancún         | 5 november 2010  | Noord-Amerikaans kampioenschap 2010 | Canada − Costa Rica | 4 − 0   |
| 8  | Guadalajara    | 18 oktober 2011  | Pan-Amerikaanse Spelen 2011         | Canada − Costa Rica | 3 − 1   |
| 9  | Vancouver      | 23 januari 2012  | Olympische Spelen 2012 kwalificatie | Canada − Costa Rica | 5 − 1   |
| 10 | Houston        | 19 februari 2016 | Olympische Spelen 2016 kwalificatie | Canada − Costa Rica | 3 − 1   |
| 11 | Winnipeg       | 8 juni 2017      | Vriendschappelijk                   | Canada − Costa Rica | 3 − 1   |
| 12 | Toronto        | 11 juni 2017     | Vriendschappelijk                   | Canada − Costa Rica | 6 − 0   |
| 13 | Edinburg       | 11 oktober 2018  | Noord-Amerikaans kampioenschap 2018 | Costa Rica − Canada | 1 − 3   |
| 14 | Carson         | 7 februari 2020  | Olympische Spelen 2020 kwalificatie | Canada − Costa Rica | 1 − 0   |
| 15 | Guadalupe      | 11 juli 2022     | Noord-Amerikaans kampioenschap 2022 | Canada − Costa Rica | 2 − 0   |
| 16 | Houston        | 28 februari 2024 | CONCACAF W Gold Cup 2024            | Canada − Costa Rica | 3 − 0   |
| 17 | Los Angeles    | 2 maart 2024     | CONCACAF W Gold Cup 2024            | Canada − Costa Rica | 1 − 0   |
| 18 | Toronto        | 27 juni 2025     | Vriendschappelijk                   | Canada − Costa Rica | 4 − 1   |

## Samenvatting
| Competitie                     | Totaal gespeeld | Winst Canada | Gelijk | Winst Costa Rica | Doelsaldo Canada – Costa Rica |
| ------------------------------ | --------------- | ------------ | ------ | ---------------- | ----------------------------- |
| Olympische Spelen kwalificatie | 6               | 6            | 0      | 0                | 16 − 3                        |
| Noord-Amerikaans kampioenschap | 6               | 6            | 0      | 0                | 20 − 1                        |
| CONCACAF W Gold Cup            | 2               | 2            | 0      | 0                | 4 − 0                         |
| Pan-Amerikaanse Spelen         | 1               | 1            | 0      | 0                | 3 − 1                         |
| Vriendschappelijk              | 3               | 3            | 0      | 0                | 13 − 2                        |
| Totaal                         | 18              | 18           | 0      | 0                | 56 − 7                        |